# Raphaël Glucksmann
Raphaël Glucksmann (Boulogne-Billancourt, 15 ottobre 1979) è un saggista e politico francese, fondatore di Place publique ed europarlamentare.

## Biografia
Figlio del filosofo André Glucksmann e di Françoise Villette, ha studiato presso il Lycée Henri-IV. Durante l'università ha svolto uno stage presso Le Soir d'Algérie. Nel 2003 ha fondato un'associazione, Études sans frontières, per consentire a nove studenti ceceni di studiare in Francia.
Nel gennaio 2009 diventa consigliere ufficiale del neoeletto presidente georgiano Mikheil Saak'ashvili. Ricopre l'incarico fino al 2012, quando Saak'ashvili esce sconfitto dalle elezioni legislative. In seguito è consigliere politico dell'ex ministro dell'Economia georgiano Giorgi Arveladze.
Rientrato in Francia, nel 2017 è nominato direttore di Le Nouveau Magazine Littéraire. Si dimette dopo pochi mesi in disaccordo rispetto alla linea editoriale della rivista, troppo favorevole al presidente Emmanuel Macron.

## Carriera politica
Nell'ottobre 2018 dà vita, assieme a Claire Nouvian, Thomas Porcher e Jo Spiegel, al movimento politico Place publique. Nello stesso mese pubblica Les Enfants du vide, un saggio in cui denuncia il fallimento delle politiche liberali che, secondo lui, avevano portato a una crisi democratica, una catastrofe ecologica, una rottura dei legami sociali e uno sviluppo eccessivo dell'individualismo.
Fin dalla sua fondazione, la vocazione dichiarata di Place publique era quella di unificare la sinistra (senza La France insoumise) in vista delle elezioni europee del 2019, ma la sua proposta è stata respinta da Europe Écologie Les Verts e non ha avuto successo neanche con Generation.s né con il Partito Comunista Francese. Il 16 marzo 2019, la dirigenza del Partito socialista lo ha sostenuto in testa a una lista di alleanze con PP e Nouvelle Donne alle elezioni europee. Questa decisione suscitò critiche all'interno di PP, che Thomas Porcher decise di lasciare, denunciando un “tradimento” e l'assenza di un “voto interno” sulla questione. Anche Claire Nouvian lascia il movimento e spiega a otto mesi dalle elezioni europee i motivi della sua partenza durante un'intervista concessa a L'Obs descrivendo "pratiche politiche esecrabili" e un'incompatibilità di personalità con Raphaël Glucksmann.

### Eletto deputato europeo nel 2019
Alle elezioni europee del 2019 la lista Envie d'Europe, formata da Place publique, Partito Socialista e Partito Radicale, ottiene il 6,19% dei voti e sei seggi. Così Glucksmann è eletto al Parlamento europeo. Il 10 luglio 2019, è stato nominato vicepresidente della sottocommissione per i diritti umani del Parlamento europeo sotto la presidenza della socialista belga Maria Arena e ha fatto parte della commissione per gli affari esteri e di quella per il commercio internazionale.
Il 23 settembre 2020, Glucksmann è stato eletto presidente della commissione speciale sull'ingerenza straniera in tutti i processi democratici nell'Unione europea. Contribuisce ad una campagna di sensibilizzazione sui social network sul genocidio degli uiguri, con Dilnur Reyhan, presidente dell'Uyghur Institute of Europe. All'inizio del 2021, come altri eurodeputati, è stato oggetto di sanzioni da parte della Cina (divieto di entrare o fare affari in Cina), a causa del suo sostegno alla minoranza uigura.
Durante l'invasione dell'Ucraina da parte della Russia nel 2022, ha difeso in un editoriale pubblicato su Le Monde la posizione secondo cui l'Unione europea deve porre fine alle importazioni di gas naturale e petrolio russi e fornire più armi alle forze armate ucraine. Nel marzo 2022 ha dichiarato: "Se non fermiamo Vladimir Putin in Ucraina, non conosceremo più la pace in Europa" ed ha evocato la continuità di questa lotta dalle manifestazioni europeiste di Euromaidan nel 2014. In occasione di un'intervista a Ségolène Royal su BFM TV che denuncia la "propaganda di guerra attraverso la paura", Glucksmann si è indignato parlando di un "naufragio totale" e accusandola di aver espresso un discorso revisionista che Ségolène Royal avrebbe poi smentito.

## Vita privata
Nel 2009 ha incontrato e si è sposato con Eka Zgouladze, viceministra dell'Interno della Georgia (2005-2012) e poi, dopo aver ricevuto la cittadinanza ucraina, viceministra dell'Interno dell'Ucraina (2014-2016). La coppia ha un figlio, Alexandre, nato nel 2011.
Nel 2015 ha una relazione con la giornalista Léa Salamé, conosciuta lo stesso anno durante il programma televisivo On n'est pas couché. Nel 2017 la coppia ha un figlio, Gabriel.

## Opere

### Saggistica
- Je vous parle de liberté, Parigi, Hachette Livre, 2008.
- Mai 68 expliqué à Nicolas Sarkozy, Parigi, Éditions Denoël, 2008.
- Génération gueule de bois. Manuel de lutte contre les réacs, Parigi, Allary Éditions, 2015.
- Notre France. Dire et aimer ce que nous sommes, Parigi, Allary Éditions, 2016.
- Les Enfants du vide. De l'impasse individualiste au réveil citoyen, Parigi, Allary Éditions, 2018.